# 나소리
나소리(納曽利)는 일본 가가쿠(雅楽)의 한 곡이다. 다른 이름은 쌍룡무(双龍舞). 나소리(納蘇利)로 표기되는 경우도 많다. 일본 가가쿠의 우방(右方)으로 고마가쿠(高麗樂)에 속하는, 고대 한반도에서 유래한 춤이다.

## 개요
일본의 가가쿠에서 좌방의 란료오(蘭陵王, らんりょうおう)와 한 쌍을 이루는 춤이다. 우방(右方)인 고마가쿠(高麗楽)에 속해 고마이치코치조(高麗壱越調)의 장단에 맞추어 두 사람이 추는 춤으로, 한 사람이 추는 경우 그 곡명을 라쿠손(落蹲)이라고 한다(다만 남도악소南都楽所에서는 이것이 서로 뒤바뀌어 1인무가 라쿠손, 2인무가 나소리로 불리고 있다).

## 복장
감청색 용의 얼굴을 본뜬 가면을 쓰고, 은색의 바치(桴, 가느다란 막대기)를 손에 쥔다.
황색 계통의 색으로 지은 사지(紗地)에 과문(窠紋)을 수놓은 포를 입고, 그 위에 털로 짠 료토(裲襠)라 불리는 조끼를 입고, 은대(銀帯)를 두른다.
란노오와 마찬가지로 여성이나 어린아이들이 추는 경우 가면을 쓰지 않고 황매화를 꽂은 전천관(前天冠)을 쓰고 가부키 같은 무대 화장을 한다.